# Ландграфство Лойхтенберг
Ландграфство Лойхтенберг (на немски: Landgrafschaft Leuchtenberg) е средновековна територия на Свещената Римска империя в Бавария, Германия.
Ландграфовете на Лойхтенберг живеят първо в Лойхтенберг, по-късно в Пфраймд и управляват териториите и в Горен Пфалц.

## История
Ландграфството е най-голямата територия в Бавария, която не се управлява от Вителсбахите и духовниците. През 1300 г. те построяват на хълм замък Лойхтенберг, но го напускат през 1322 г. и резидират в близко намиращия се град Пфраймд. Първоначалният род измира през 1646 г. с Максимилиан Адам фон Лойхтенберг.

## Ландграфове на Лойхтенберг
- Гебхардт I († 1146) – първият от род Лойхтенберг, споменат в документ. Той е женен за дъщеря на господаря на Петендорф-Ленгенфелд-Хопфеное и наследява Господството Валдек.
- Гебхардт II (1146 – 1168) – придружава император Фридрих I Барбароса в неговия поход в Италия и е издигнат от него на граф.
- Диполд I (1168 – 1209) – наследява през 1196 г. службата и титлата на ландграф, често е с крал Филип Швабски. След неговата смърт той се присъединява към Ото IV и го придружава в неговия поход до Рим, при който умира през 1209 г. След неговата смърт ландграфството е разделено.

- Гебхардт III (1209 – 1244) – получава замък и господство Валдек в Горен Пфалц.
- Диполд II (1209 – 1259) – получава Лойхтенберг и е с Фридрих II на петия кръстоносен поход през 1228 г.
- Фридрих II (1244 – 1284) – син на Гебхардт III, получава отново Лойхтенберг, купува от брат си Гебхардт IV (1244 – 1279) общото господство Влдек и през 1283 г. го продава на херцог Лудвиг II Баварски.
- Гебхардт VI (1279 – 1293) – син на Гебхардт IV, продължава линията на ландграфовете.
- Улрих I (1293 – 1334) – купува продадените собствености отново обратно и други замъци и по-късния резиденция-град Пфраймд. Бие се заедно с Лудвиг Баварски и разгромява Фридрих Красивия в битката при Мюлдорф. Синовете на Улрих си поделят отново страната.
- Йохан I (1334 – 1407) получава Изтока.
- Улрих II (1344 – 1378) получава Запада. Двамата управляват Юга заедно. Те купуват господства и получават богато наследство. Секат монети през 1361 г. Ротенбург об дер Таубер и имат минни-привелгии в бохемските си земи.
- Албрехт I (1378 – 1404) – син на Улрих II, резидира в Пфраймд и Лойхтенберг.
- Йохан III († 1458) – внук на Йохан I, наследява западната част след ранната смърт на баща му Сигост († 1398) и чичо му Йохан II († 1390), и плаща годишна рента на сина на чичо му, Георг I и на своя брат Георг II. Има финансови задължения и конфликти. Трябва да заложи свои земи. Така Йохан III загубва всичките си собствености на неговата линия през 1423 г.
- Леополд (1404 – 1463) – заради грабежа на търговци от чираците на Албрехт I на 9 декември 1413 г. Леополд трябва да продаде дворец Щирберг на пфалцграф Йохан. Той дава мъже и коне на Сигизмунд Люксембургски за борбите против хуситите. Той става курпфалски щатхалтер в Амберг. Ландграфовете получават титлата княз и имат място и глас в имперското събрание на Свещената Римска империя между Баден и Анхалт. Синовете на Леополд също си поделят отново земята.
- Фридрих V (1463 – 1487) е господар на Лойхтенберг. Той получава през 1487 г. господството Грюнсфелд в Северен Баден, наследството на съпругата му Доротеа.
- Лудвиг I (1463 – 1486) господар на Халс. През 1486 г. нежененият Лудвиг продава Графство Халс за рента на Айхбергите.
- Йохан IV (1487 – 1531)
- Георг III (1531 – 1555)
- Лудвиг Хайнрих (1555 – 1567), получава 40 000 гулдена 1549 г. зестра от съпругата му Мехтхилд.
- Георг IV Лудвиг (1567 – 1613)
- Вилхелм (1614 – 1621)
- Максимилиан Адам (1621 – 1646)

## Херцози на Бавария-Лойхтенберг
- Албрехт VI (1584 – 1666), 1646 – 1650 херцог на Бавария-Лойхтенберг
- Максимилиан Филип Хиеронимус (1638 – 1705), 1650 – 1705 херцог на Бавария-Лойхтенберг

От 1708 до 1711 г. Леополд Матиас Сигизмунд фон Ламберг получава Лойхтенберг. След неговата смърт той е последван от баща си Франц Йозеф I фон Ламберг. Когато той умира през 1712 г. ландграфството отива обратно към Бавария. Баварсият владетел носи след това и титлата Ландграф на Лойхтенберг.
След свалянето на Наполеон Бонапарт през 1817 г. Йожен дьо Боарне получава от своя тъст крал Максимилиан I Йозеф Баварски титлата Херцог на Лойхтенберг.